# Areas: 하늘에 비치는 너와의 세계
Areas: 하늘에 비치는 너와의 세계(아리아스, 일본어: Areas〜空に映すキミとのセカイ〜)는 라피스 라줄리에서 개발, 비주얼 아츠에서 2009년 3월 27일에 출시한 성인용 연애 어드벤처 게임이다.

## 삽입곡
- 오프닝: 〈grand blue〉(fripSide)
- 엔딩: 〈piece of azure〉(fripSide)